# Popillia cornelli
Popillia cornelli är en skalbaggsart som beskrevs av Ohaus 1912. Popillia cornelli ingår i släktet Popillia och familjen Rutelidae. Inga underarter finns listade i Catalogue of Life.